# Прогресс МС-05
Прогресс МС-05 (№ 435, по классификации НАСА Progress 66 или 66P) — космический транспортный грузовой корабль серии «Прогресс», который запущен 22 февраля 2017 года в 8 часов 58 минут с космодрома Байконур госкорпорацией Роскосмос с помощью ракеты-носителя «Союз-У» для доставки грузов к Международной космической станции (МКС).

## Запуск
Космический грузовик «Прогресс МС-05» запущен 22 февраля 2017 года в 8 часов 58 минут с космодрома Байконур с помощью ракеты-носителя «Союз-У». Это последний в истории пуск ракеты-носителя модификации «Союз-У». На головной обтекатель ракеты-носителя был наклеен логотип к 110-летию со дня рождения С. П. Королёва.

## Стыковка и отстыковка
Стыковка к МКС произведена в 11:30 мск к надирному стыковочному узлу модуля «Пирс» 24 февраля 2017 года.
Отстыковка грузового корабля «Прогресс МС-05» от МКС произведена, как и было запланировано, 20 июля 2017 года.

## Груз
Космический грузовой корабль «Прогресс МС-05» доставил на МКС 2450 кг груза и оборудования, в том числе посылки экипажу, продовольствие, 705 кг топлива, 50 кг кислорода и воздуха, 420 кг воды, скафандр «Орлан-МКС», оборудование для научных экспериментов, средства медицинского обеспечения.